# Poggio Mirteto
Poggio Moiano là một đô thị ở tỉnh Rieti trong vùng Latium, có khoảng cách khoảng 45 km về phía đông bắc của Roma và cách khoảng 20 km về phía nam của Rieti. Tại thời điểm ngày 31 tháng 12 năm 2004, đô thị này có dân số 2.603 người và diện tích là 26,8 km².
Poggio Moiano giáp các đô thị: Colle di Tora, Frasso Sabino, Monteleone Sabino, Poggio Nativo, Pozzaglia Sabina, Rocca Sinibalda, Scandriglia, Torricella in Sabina.